# ملكة جمال العراق 2017
ملكة جمال العراق 2017 وهي مسابقة تقام للمرة الثانية على التوالي بعد التوقف لمدة 45 سنة، أقيمت المسابقة في 25 مايو 2017 في بغداد بفندق بابل، وتم تتويج فيان السليماني من محافظة بغداد كملكة جمال العراق 2017، ولتمثيل العراق في مسابقة ملكة جمال الكون 2017 في الولايات المتحدة الأمريكية، ولكن اللقب سحب منها في 3 أغسطس 2017 بسبب مخالفتها لشروط المسابقة، ولم يتم أعطاء اللقب لوصيفتها «مستي عادل» بسبب عدم موافقة والدها حيث قدم شكوى ضدها وضد منظمة ملكة جمال العراق لأنها ترشحت في المسابقة من دون علمه، لذلك في 1 نوفمبر 2017 تم أختيار سارة عيدان لتمثيل العراق في مسابقة ملكة جمال الكون.

## النتيجة
| النتيجة النهائية      | الأسماء                                                                                          |
| --------------------- | ------------------------------------------------------------------------------------------------ |
| ملكة جمال العراق 2017 | - بغداد، الكرخ – فيان السليماني (تم سحب اللقب منها)                                              |
| الوصيفة الأولى        | - حلبچة – مستي عادل                                                                              |
| الوصيفة الثانية       | - بغداد، الرصافة – مارينا روقان                                                                  |
| الوصيفة الثالثة       | - أربيل – سارة عبد الجبار                                                                        |
| توب 8                 | - حزام بغداد – شهد شالان - تشافي لاند – سولين عمر - نينوى – ليديا خالات - السليمانية – شنيار علي |

## المتنافسات
شاركت 15 فتاة من مختلف محافظات العراق في مسابقة ملكة جمال العراق 2017.
| المحافظة     | الأسم           | مسقط الرأس       | اللقب           | ملاحظات                                           |
| ------------ | --------------- | ---------------- | --------------- | ------------------------------------------------- |
| أنبار        | إبتسام جياد     | رمادي            |                 | قامت بتمثيل محافظتها بعد انسحاب المتسابقة الأصلية |
| بابل         | ميادة كاظم      | الحلة            |                 | لم تظهر على خشبة المسرح في حفل التتويج            |
| حزام بغداد   | شهد شالان       | بغداد            | توب 8           |                                                   |
| البصرة       | رانيا عباس      | البصرة           |                 |                                                   |
| چافي لاند    | سولين عمر       | السليمانية       | توب 8           |                                                   |
| ديالى        | أية محمد        | بعقوبة           |                 | أنسحبت بسبب حالتها الصحية                         |
| دهوك         | نور هامو        | دهوك             |                 |                                                   |
| أربيل        | سارة عبد الجبار | أربيل            | الوصيفة الثالثة |                                                   |
| حلبچة        | مستي عادل       | حلبجة/السليمانية | الوصيفة الأولى  | لم يوافق والدها على مشاركتها في المسابقة.         |
| بغداد، الكرخ | فيان السليماني  | السليمانية       | الفائزة         | تم سحب اللقب منها بسبب مخالفتها للشروط            |
| كركوك        | جيلار محمد      | كركوك            |                 |                                                   |
| نينوى        | ليديا خالات     | بعشيقة           | توب 8           | أول امرأة أيزيدية تشارك في مسابقة جمال            |
| الرصافة      | مارينا روقان    | بغداد/دمشق       | الوصيفة الثانية |                                                   |
| سوران        | آسينا مظهر      | راوندز           |                 |                                                   |
| السليمانية   | شنيار علي       | السليمانية       | توب 8           |                                                   |

## سحب اللقب من الملكة
في 3 آب 2017 تم سحب لقب ملكة جمال العراق 2017 من فيان بسبب مخالفتها قوانين المسابقة حيث كانت متزوجة من شخص يدعى طالب عزيز يحمل الجنسية الأيرلندية.
حيث أنتشرت على مواقع التواصل الاجتماعي صورة لهوية الأحوال الشخصية الخاصة بها ومكتوب على الحالة أنها متزوجة بينما أثناء التسجيل أحضرت جوازها حيث لم يكن مذكوراً كونها متزوجة.
بينما أخبرت فيان أثناء التسجيل بأنها كانت مرتبطة بخطوبة تم فسخُها ولكن في الحقيقة كانت مرتبطة بعلاقة زواج وهي الآن مُنفصلة أو مطلقة.
وفي هذه الحال فإن فيان قد خالفة قواعد المنظمات الدولية التي تحظى منظمة ملكة جمال العراق برخص منها.
ولم يتم أعطاء اللقب للوصيفة الأولى مستي عادل بسبب والدها حيث قدم شكوى في مركز شرطة أزمر بمدينة السليمانية ضد مستي ووالدتها ومنظمة ملكة جمال العراق لأنها ترشحت في المسابقة دون علمه، وأوضح أن هناك عدة شروط يجب توفرها للمشاركة في المسابقة لكن أبنته لم تتوفر فيها تلك الشروط، متابعاً أن مستي لا تعرف أي لغة سوى الكردية وعندما فازت بلقب الوصيفة كان عمرها 17 عاماً فقط.
لكن منظمة ملكة جمال العراق أكدوا إنهم أختاروا سارة عيدان لتمثيل العراق في مسابقة ملكة جمال الكون في الولايات المتحدة الأمريكية في شهر نوفمبر 2017.

## روابط خارجية
- ملكة جمال العراق 2017  على فيسبوك.